# Pterolophia obscuroides
Pterolophia obscuroides là một loài bọ cánh cứng trong họ Cerambycidae.